# Fiołek motylkowy
Fiołek motylkowy (Viola sororia Willd.) – gatunek byliny z rodziny fiołkowatych. Występuje naturalnie w Ameryce Północnej. Rośnie w lasach i na łąkach w miejscach wilgotnych. W całym swym zasięgu jest gatunkiem najmniejszej troski, ale regionalnie – w Quebecu – jest bliski zagrożeniu. Uprawiany jest jako roślina ozdobna, także w odmianach. Gatunek jest bardzo zmienny i tworzy szereg mieszańców.

## Rozmieszczenie geograficzne
Rośnie naturalnie w Ameryce Północnej. W Kanadzie jest obserwowany na obszarze od Kolumbii Brytyjskiej po Nową Fundlandię i Labrador. W Stanach Zjednoczonych jego zasięg rozciąga się od Montany, Utah i Nowego Meksyku po Florydę na południowym wschodzie i Maine na północnym wschodzie.

## Morfologia

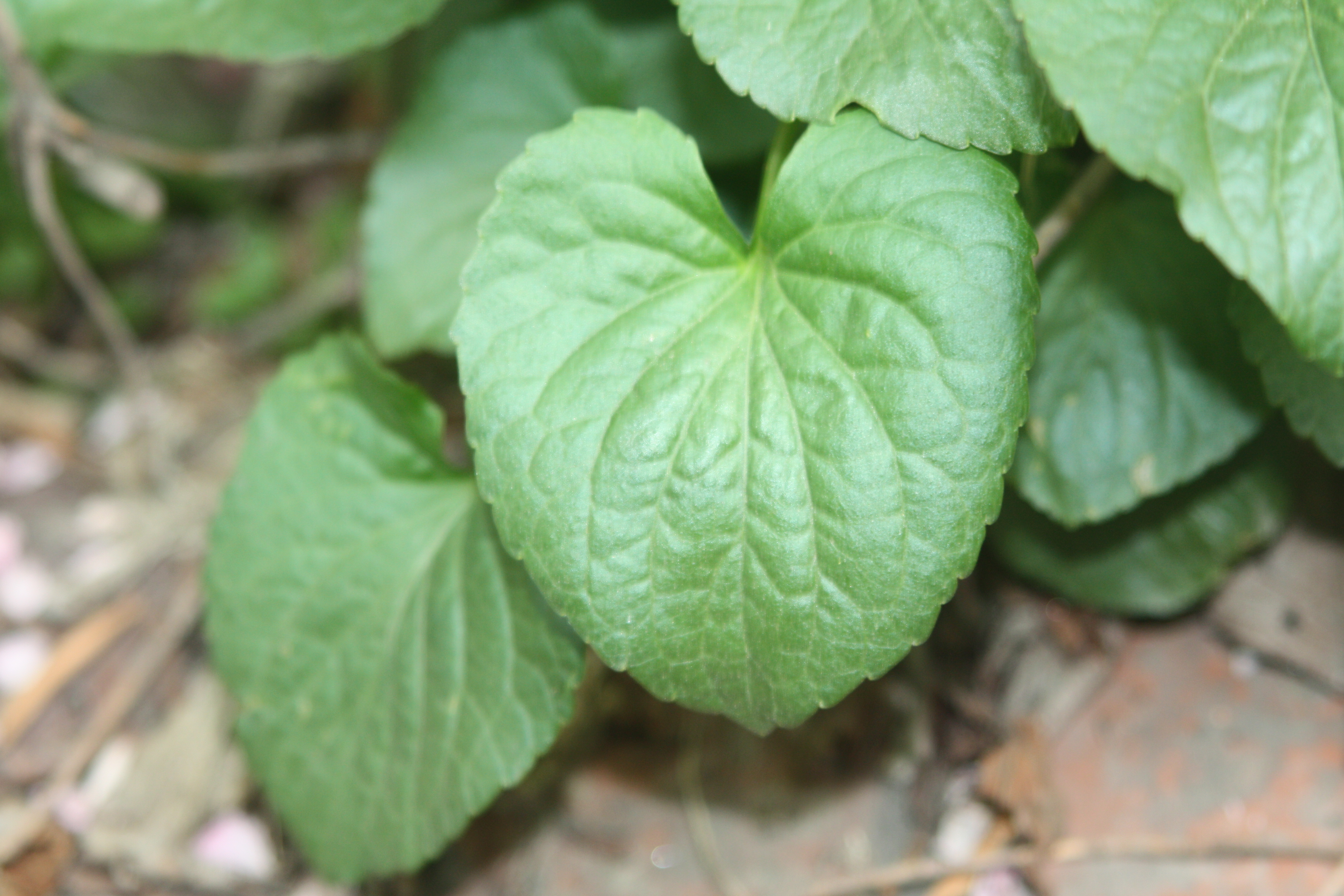
Liść

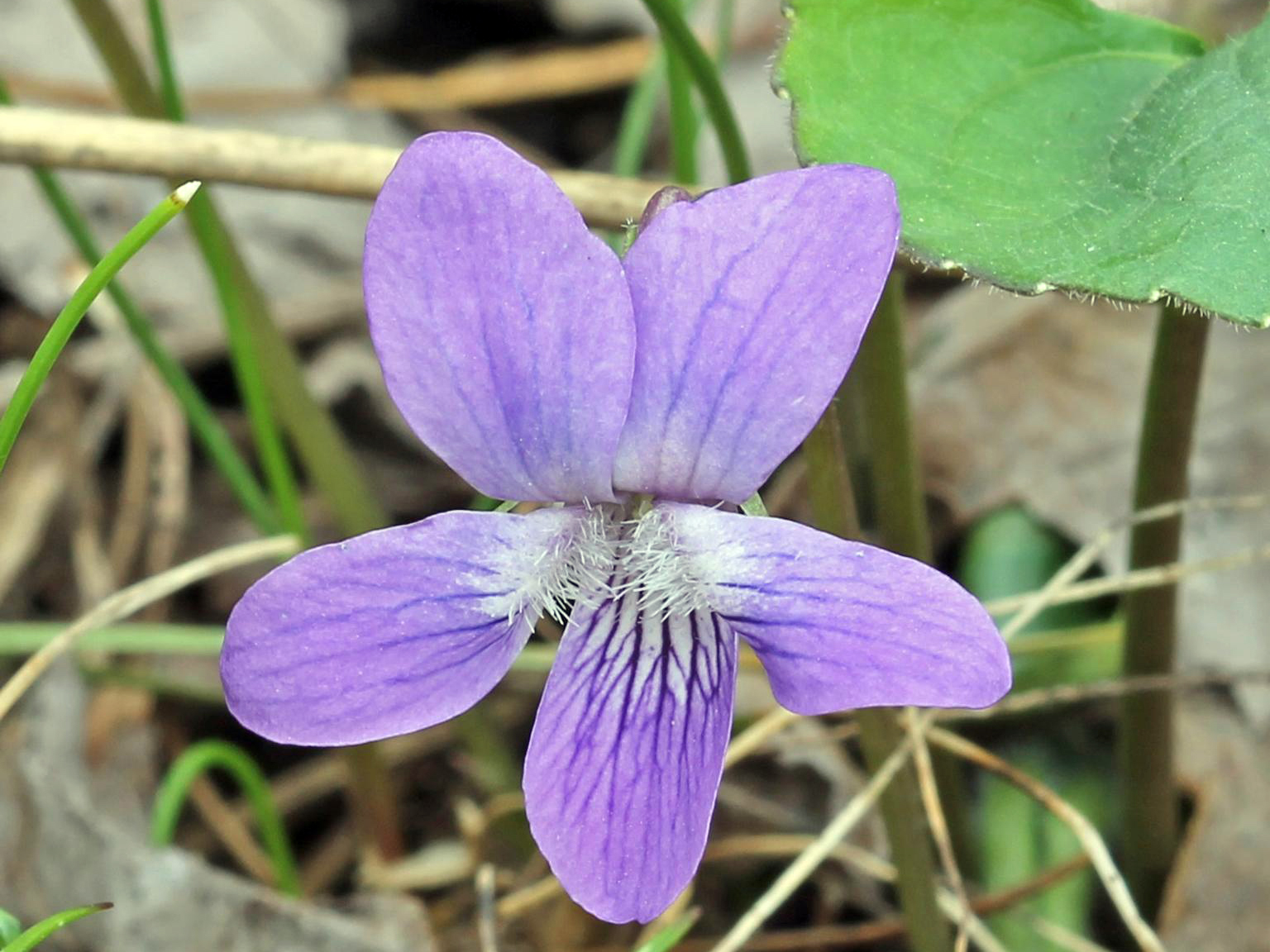
Kwiat

PokrójBezłodygowa bylina dorastająca do 5–50 cm wysokości. Tworzy zwarte, koliste kępy. Kłącza są grube i mięsiste.
LiścieLiście odziomkowe w liczbie od jednego do ośmiu, podnoszą się lub są wyprostowane, ich blaszka liściowa ma kształt od owalnego lub szeroko owalnego do nerkowatego, mierzy 2–5 cm długości oraz 2–10 cm szerokości, jest karbowana lub piłkowana na brzegu, ma sercowatą nasadę i wierzchołek od ostrego do tępego lub zaokrąglonego, jej powierzchnia jest zielona, zazwyczaj owłosiona (sporadycznie naga). Ogonek liściowy jest owłosiony lub nagi i osiąga 2–25 cm długości. Przylistki są od równowąsko lancetowatych do szeroko lancetowatych, całobrzegie, o ostrym wierzchołku, czasami dystalnie (oddalone od środka) gruczołowate.
KwiatyPojedyncze, osadzone na sztywnych, nagich lub lekko owłosionych szypułkach o długości 3–25 cm, wyrastających z kątów pędów. Mają działki kielicha o kształcie od lancetowatego do owalnego. Płatki mają jasno-, ciemnoniebieską, ciemnopurpurowofioletową, czerwonopurpurową lub sporadycznie białą barwę na obu powierzchniach, zazwyczaj są białe u nasady, dwa boczne płatki są brodate i czasami mają purpurowe żyłki, najniższy płatek mierzy 15–25 mm długości, z purpurowymi żyłkami, czasami jest brodaty, posiada garbatą ostrogę o długości 2–3 mm i barwie takiej samej jak płatki. Główka słupka jest bezwłosa.
OwoceNagie torebki mierzące 5–12 mm długości, o elipsoidalnym kształcie. Nasiona mają beżową barwę z brązowymi przebarwieniami, osiągają 1,5–2,5 mm długości.
Gatunki podobneRoślina jest podobna do fiołka dłoniastego.

## Biologia i ekologia
Rośnie w suchych lub średnio wilgotnych siedliskach w lasach, zaroślach, na brzegach strumieni lub wilgotnych łąkach. Występuje na wysokości do 3000 m n.p.m. Kwitnie od marca do czerwca.
Liczba chromosomów 2n = 54. 

## Zastosowanie
Roślina ozdobna, czasami uprawiana w ogrodach. Nadaje się na rabaty i do ogrodów skalnych. Jest to gatunek cieniolubny, rośnie dobrze na północnych stokach skalniaków, ale jeśli ma dobre podłoże i zapewnioną stałą wilgoć, to rośnie również w pełnym słońcu. Zdobi nie tylko ładnymi kwiatami, ale również liśćmi. W Polsce możliwe jedynie wegetatywne rozmnażanie przez podział, nie zawiązuje płodnych nasion. Lubi gleby próchniczne i niezbyt suche.

## Zmienność
Fiołek motylkowy wykazuje się wysoką plastycznością fenotypową. Takson V. septentrionalis czasami był uważany za osobny gatunek ze względu na odrębną morfologię torebki i nasion. Jednak wysoka zmienność V. sororia sprawia, że ich rozdzielenie jest trudne lub niepraktyczne. Według autorów Flora of North America nie ma uzasadnionego powodu, aby uznawać V. septentrionalis za odrębny gatunek.
Fiołek motylkowy podobno hybrydyzuje z V. cucullata (= V. ×bissellii House), V. hirsutula (= V. ×cordifolia (Nuttall) Schweinitz), V. pedatifida (= V. ×bernardii Greene) oraz fiołkiem strzałkowatym (= V. ×conjugens Greene).
Ponadto wyhodowano kultywary jak między innymi:
- V. sororia 'Albiflora' – kwiaty białe z żółtym gardłem z brązowymi żyłkami[8]
- V. sororia 'Freckles' – o białych, fioletowopurpurowo nakrapianych kwiatach[9]